# Санта-Марія-де-Ламаш
Санта-Марія-де-Ламаш (порт. Santa Maria de Lamas; МФА: [ˈsɐ̃.tɐ mɐ.ˈɾi.ɐ dɨ ˈɫɐ.mɐʃ]) — парафія в Португалії, у муніципалітеті Санта-Марія-да-Фейра. Розташована в західній частині країни, на теренах історичної португальської провінції Бейра. Входить до складу округу Авейру. За адміністративним поділом, чинним до 1976 року, терени парафії були складовою провінції Берегове Дору. Належить до Авейрівської діоцезії Католицької церкви. Патрон — Діва Марія. Площа — 3,7545 км². Населення — 5073 ос. (2011). Середньо урбанізований регіон. Густота населення — 1351,18 осіб/км²
. Код — 010925.

## Географія

Санта-Марія-да-Фейра (2013)
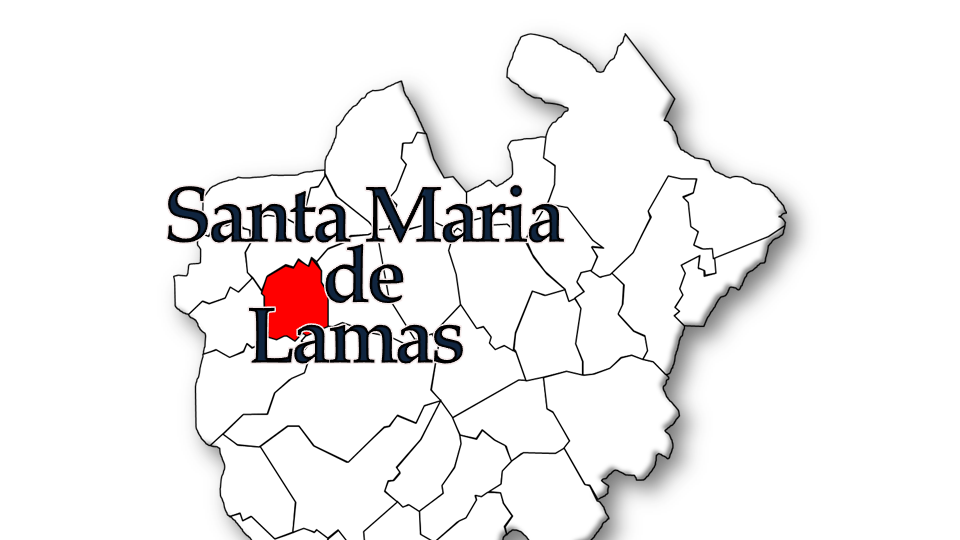
Санта-Марія-де-Ламаш

## Населення
| Кількість мешканців | Кількість мешканців | Кількість мешканців | Кількість мешканців | Кількість мешканців | Кількість мешканців | Кількість мешканців | Кількість мешканців | Кількість мешканців | Кількість мешканців | Кількість мешканців | Кількість мешканців | Кількість мешканців | Кількість мешканців | Кількість мешканців |
| ------------------- | ------------------- | ------------------- | ------------------- | ------------------- | ------------------- | ------------------- | ------------------- | ------------------- | ------------------- | ------------------- | ------------------- | ------------------- | ------------------- | ------------------- |
| 1864                | 1878                | 1890                | 1900                | 1911                | 1920                | 1930                | 1940                | 1950                | 1960                | 1970                | 1981                | 1991                | 2001                | 2011                |
| 897                 | 1 030               | 1 152               | 1 313               | 1 538               | 910                 | 1 904               | 2 607               | 2 908               | 3 754               | 4 115               | 4 343               | 3 900               | 5 120               | 5 073               |